# Bùi Hữu Hùng
Bùi Hữu Hùng (sinh năm 1957) là một họa sĩ Việt Nam tham gia các lãm quốc tế trong và ngoài nước với nhiều tác phẩm khác nhau. Ông nổi tiếng với các tác phẩm vẽ trên chất liệu sơn mài theo kỹ thuật cổ điển và sơn bản địa.

## Tiểu sử
Từ năm 1975, ông theo học kỹ thuật sơn mài với các nghệ nhân tại các xưởng sơn mài truyền thống tại Hà Nội và các vùng lân cận. Ông tham gia quân đội năm 1978.
Năm 1986, Bùi Hữu Hùng theo học và tốt nghiệp trường Đại học Mỹ thuật Hà Nội  và xây dựng xưởng sơn mài Nhà Sàn Studio bên hồ Tây. Từ năm 1996, ông là hội viên Hội sơn mài thế giới, hội viên Hội nghệ sĩ tạo hình Việt.

## Phong cách
Đề tài vẽ tranh của Bùi Hữu Hùng là cuộc sống hoàng cung, thiếu nữ với các trang phục truyền thống , thể hiện tinh thần dân tộc ở một thời kỳ lịch sử.
Người xem có thể cảm nhận thế giới cô độc trong tranh của ông với các mảng hình đơn giản và các tông màu tối, từ đó liên tưởng sự bí hiểm, sâu sắc về sự sống và cái chết, tạo hóa và phá hủy.

## Hội họa
Ông sáng tác bằng nhiều chất liệu như sơn mài , sơn dầu acrylic, chất liệu tổng hợp và điêu khắc. Nhưng sơn mài với kỹ thuật cổ điển và sơn bản địa được nhiều người biết đến và nổi tiếng hơn cả. Ông tham gia triển lãm nghệ thuật quốc tế từ rất sớm, khi Việt Nam còn chưa "đổi mới". Năm 1982, ông tham gia triển lãm tại Warszawa, Ba Lan với 3 tác phẩm sơn mài "tranh phong cảnh".
Năm 1983, ông tham gia triển lãm tại Sophia, Bungary với tác phẩm sơn mài "Tĩnh vật bên cửa sổ". 
Năm 1994, Bùi Hữu Hùng thành lập nhóm "Avand Garde"  với Trương Tân, Lê Hồng Thái, Đỗ Minh Tâm… và có triển lãm nhóm "Avand Garde" đầu tiên ở Hà Nội do đại sứ quán Cộng hòa Liên bang Đức tài trợ tại Nhà Triển lãm 29 Hàng Bài. Triển lãm này đã đặt dấu ấn và gây tiếng vang quan trọng của các họa sĩ Việt Nam trong thời kỳ "đổi mới" với các nước trong khu vực. 
Năm 1996, tác phẩm sơn mài "sân khấu cổ" tại triển lãm "Lacquer International" tại bảo tàng Fujita, Tokyo, Nhật Bản  là dấu mốc ghi nhận sự xuất hiện của ông trong giới nghệ sĩ chuyên nghiệp thế giới. Ông cùng với họa sĩ Lê Hồng Thái là 2 họa sĩ Việt Nam được kết nạp vào hội viên hội Sơn mài Thế giới năm 1996.
Năm 1997, tại triển lãm "Sacred Seasons" tại Notices Gallery, Four Seasons Hotel, Singapore  được tài trợ bởi tập đoàn khách sạn Hillton, ông tham gia cùng với họa sĩ Nguyễn Tư Nghiêm và Nguyễn Chung.